# Рой Каяра
Рой Каяра (фр. Roy Kayara, нар. 2 травня 1990) — французький футболіст, захисник, півзахисник клубу «Єнген Спорт». Виступав, зокрема, за клуб «Мажента», а також національну збірну Нової Каледонії.
Дворазовий клубний чемпіон Океанії. 

## Клубна кар'єра
У дорослому футболі дебютував 2007 року виступами за команду клубу «Єнген Спорт», в якій провів три сезони. У 2010 році грав у програному (0:4) поєдинку кубку Франції проти ФК «Париж». Своєю грою за цю команду привернув увагу представників тренерського штабу «Маженти», до складу якого приєднався 2010 року. Відіграв за команду з Нумеа наступні три сезони своєї ігрової кар'єри. У футболці «Маженти» дебютував у Лізі чемпіонів ОФК. Напередодні старту сезону 2013/14 років Каяра побував на перегляді в «Шеффілд Юнайтед» під час їхнього туру по Шотландії. Зіграв за англійський клуб у товариських матчах з «Коуденбітом», «Грінок Мортон» та «Рейт Роверз». Після чого виїхав до Нової Зеландії, де підписав контракт з «Тім Веллінгтон», потім транзитом через «Єнген Спорт» перейшов до «Пірае» з Французької Полінезії. 2015 року знову повернувся до клубу «Єнген Спорт». Цього разу провів у складі команди два сезони. 
Протягом 2017—2018 років знову захищав кольори команди клубу «Тім Веллінгтон». У складі новозеландського клубу став фіналістом плей-оф чемпіонату Нової Зеландії в 2018 році і вперше в історії клубу переможцем Ліги чемпіонів, за підсумками двоматчевого протистояння перемігши фіджийский клуб «Лаутока» з рахунком 10:3.
До складу клубу «Єнген Спорт» приєднався 2018 року. 

## Виступи за збірну
10 вересня 2008 дебютував за збірну Нової Каледонії в матчі кваліфікаційного турніру чемпіонату світу 2010 проти збірної Нової Зеландії, в якому вийшов на поле після перерви.
У складі збірної був учасником кубка націй ОФК 2012 року на Соломонових Островах, де разом з командою здобув «срібло». Також виступав у кубку націй 2016 року в Папуа Новій Гвінеї, де новокаледонці дійшли до півфіналу.

## Голи за збірну
Станом на 21 березня 2019
| № | Дата            | Місце                                          | Кубок | Суперник           | Рахунок | Результат | Змагання                           |
| - | --------------- | ---------------------------------------------- | ----- | ------------------ | ------- | --------- | ---------------------------------- |
| 1 | 1 червня 2012   | Лоусон Тама, Хоніара, Соломонові острови       | 5     | Вануату            | 5–2     | 5–2       | Кубок націй ОФК 2012               |
| 2 | 5 червня 2012   | Лоусон Тама, Хоніара, Соломонові острови       | 7     | Самоа              | 1–0     | 9–0       | Кубок націй ОФК 2012               |
| 3 | 12 жовтня 2012  | Лоусон Тама, Хоніара, Соломонові острови       | 14    | Соломонові Острови | 1–0     | 6–2       | кваліфікація Чемпіонату світу 2014 |
| 4 | 16 жовтня 2012  | Стад Нума-Далі Маджента, Нумеа, Нова Каледонія | 15    | Соломонові Острови | 2–0     | 5–0       | кваліфікація Чемпіонату світу 2014 |
| 5 | 31 червня 2016  | Сер Джон Гюйс, Порт-Морсбі, Папуа Нова Гвінея  | 20    | Самоа              | 1–0     | 7–0       | Кубок націй ОФК 2016               |
| 6 | 31 червня 2016  | Сер Джон Гюйс, Порт-Морсбі, Папуа Нова Гвінея  | 20    | Самоа              | 3–0     | 7–0       | Кубок націй ОФК 2016               |
| 7 | 5 жовтня 2016   | Лоусон Тама, Хоніара, Нова Каледонія           | 24    | Соломонові Острови | 2–0     | 3–0       | Товариський матч                   |
| 8 | 21 березня 2019 | Черчілл Парк, Лаутока, Фіджі                   | 31    | Маврикій           | 1–0     | 1–3       | Товариський матч                   |

## Досягнення
«Тім Веллінгтон»
- Чемпіоншип Нової Зеландії
  -  Фіналіст (2): 2013/14, 2017/18

- АСБ Чериті Кап
  -  Володар (1): 2018

- Ліга чемпіонів ОФК
  -  Чемпіон (1): 2018

«Єнген Спорт»
- Ліга чемпіонів ОФК
  -  Чемпіон (1): 2019

збірна Нової Каледонії
- Кубок націй ОФК
  -  Срібний призер (1): 2012